# Bregma

Aufsicht auf den Rattenschädel, Lage von Bregma und Lambda.

Als Bregma wird am Schädel derjenige Punkt bezeichnet, an dem die Sutura coronalis (Kranznaht), die das Stirnbein von den Scheitelbeinen trennt, und die Sutura sagittalis (Pfeilnaht), die die beiden Scheitelbeine trennt, zusammentreffen. Er hat Bedeutung in der Kraniometrie.